# Осада Гибралтара (июнь — август 1333)
Четвертая осада Гибралтара происходила с июня по август 1333 года, столкнула христианскую армию под командованием короля Кастилии Альфонсо XI против большой мавританской армии во главе с Мухаммедом IV из Гранады и Абд аль-Маликом Абд аль-Вахидом из Марокко. Это последовало сразу после третьей осады Гибралтара в феврале-июне 1333 года. Осада началась неудачно с катастрофической высадки кастильских войск на западной стороне Гибралтара, а затем переросла в тупиковую ситуацию, в которой ни у одной из сторон не было сил ни захватить Гибралтар, ни прорвать или снять осаду. Обе стороны столкнулись с острой нехваткой продовольствия: гибралтарский гарнизон был отрезан от снабжения, а кастильцы, находившиеся в глубине вражеской территории, могли пополнять запасы только ненадежным морским путем. После двух месяцев безрезультатной осады кастильцы и мавры достигли соглашения о перемирии, которое позволило обеим сторонам с честью выйти из осады. Хотя маврам удалось сохранить Гибралтар, перемирие стоило гранадскому эмиру Мухаммеду IV жизни, когда он был убит недовольными дворянами на следующий день после его подписания.

## Начало осады
Гибралтар находился под властью Королевства Кастилия с 1309 по 1333 год, после того как он находился в руках мусульман почти 600 лет. Правитель Маринидов Абу аль-Хасан Али ибн Осман объединился со своим гранадским эмиром Мухаммедом IV, чтобы осадить укрепленный город в период с февраля по июнь 1333 года. Кастильский гарнизон продержался более четырёх месяцев, но голод заставил его капитулировать только за несколько дней до того, как должны были прибыть силы помощи под командованием кастильского короля Альфонсо XI.
У Альфонсо XI уже был флот в Гибралтарском заливе под командованием адмирала Альфонсо Жофре де Тенорио. Сухопутный марш его армии из Херес-де-ла-Фронтера был задержан из-за ссор с его дворянами, которых ему пришлось убедить продолжить движение после того, как 20 июня пришло известие о падении Гибралтара. Он указал, что мавры ещё не закрепились в крепости; они все ещё будут подводить итоги, устранять повреждения, нанесенные укреплениям, и пополнять запасы нового гарнизона. Нельзя было терять время и нажимать контратаку.
Кастильцы покинули свой лагерь у реки Гуадалете недалеко от Хереса и двинулись сначала к Алькала-де-лос-Гасулес, выбрав прямой, но горный путь к Гибралтару. 26 июня они достигли Кастельяр-де-ла-Фронтера в верховьях реки Гвадарранке и двинулись вниз по левому берегу реки к древнему римскому городу Картея в начале Гибралтарского залива. 6-тысячный мавританский отряд из соседнего Альхесираса под командованием Абд аль-Малика последовал за ними на низменности у побережья. Альфонсо XI застрял на возвышенности Сьерра-Карбонера, откуда мавры пытались заманить его в засаду, когда его армия спускалась по склону к Гибралтару. Кастильский король понял намерения мавров и, в свою очередь, устроил им ловушку. Он отправил свой арьергард прямо вниз по склону, в то время как его кавалерия, лучники и копейщики обошли мавров с фланга, пробираясь через леса по склонам горы. Альфонсо ожидал, что мавры будут стремиться захватить гребень, откуда они спустятся, чтобы атаковать арьергард. Его фланкеры, в свою очередь, займут только что освободившийся гребень, зажав мавров между двумя кастильскими войсками. Предсказание короля о стратегии мавров оказалось точным, и они были разбиты, потеряв 500 человек.
Несмотря на приказ Альфонсо XI, что его люди не должны преследовать отступающих мавров за Гвадарранке, большой кастильский контингент не подчинился и устремился к следующей реке, Пальмонесу. Кастильцы чуть не потерпели крушение, когда свежие мавританские силы вышли из Альхесираса, но были спасены военно-морскими силами Альфонсо, которые поднялись на Пальмонес, чтобы заблокировать мавров. С наступлением ночи обе стороны разошлись: мавры вернулись в Альхесирас, а кастильцы расположились лагерем на восточной стороне Гвадарранки.

## Попытка высадиться в Гибралтаре
Недисциплинированность также погубила первую попытку Альфонсо штурмовать Гибралтар. Его войска были доставлены на галерах адмирала Джофра к Красным Пескам на слабо укрепленной южной стороне Гибралтара. Однако полевые командиры Альфонсо — Руи Лопес и Фернан Яньес де Мейра — не смогли контролировать свои войска или координировать их высадку. Первая волна кастильцев должна была прикрыть высадку второй волны, после чего все силы должны были занять позиции для осады по обеим сторонам города. Вместо этого первая волна проигнорировала их приказы и атаковала сторону Гибралтарской скалы, пытаясь добраться до мавританского замка. Когда вторая волна высадилась без прикрытия, мавританский гарнизон предпринял вылазку и перехватил кастильцев, высадившихся на берег. Многие были убиты там, вынудив остальных отступить и отрезав около 1500 человек, все ещё находившихся на верхних склонах. Мавры заняли позицию, чтобы заблокировать любые дальнейшие высадки, обрушивая дождь стрел на приближающиеся лодки, а кавалерия выстраивалась в очередь, чтобы разобраться с любыми кастильцами, выбравшимися на берег. Лопес и де Мейра были убиты.
Теперь король Альфонсо XI столкнулся с серьёзной дилеммой. Стойкий левантерский ветер не позволил его кораблям снабжения войти в залив, и теперь у его армии оставался только дневной рацион. Он неохотно согласился с настоянием своих дворян на том, чтобы они отступили на кастильскую территорию, бросив людей, оставшихся на Скале, которые должны были «встать на то, что Бог пожелает дать им». Однако ситуация снова изменилась всего через несколько миль после отступления от их базы в Картейе. Счета различаются относительно того, что произошло; некоторые говорят, что Альфонсо XI убедил свою знать, что было бы бесчестно бросить пойманных в ловушку людей, в то время как другие говорят, что ветры изменились в последнюю минуту и позволили судам снабжения все-таки войти в бухту. Что бы ни случилось, очевидно, что кастильцы вернулись на исходную позицию, чтобы возобновить штурм Гибралтара.
Было решено снова использовать тот же план атаки, но на этот раз более грамотно выполненный. Более опытные командиры — дон Хайме де Херика и братья Ласо и Санчо де Рохас — были назначены руководить новым штурмом Красных Песков. Кастильцы стремились сокрушить мавров, бросаясь на них в массовом порядке, используя каждую небольшую лодку в своем распоряжении для перевозки солдат, арбалетчиков и даже кавалерии со своими лошадьми. Когда арбалетчики открыли прикрывающий огонь, рыцари оседлали и отбросили мавританские силы на берегу обратно в городские стены. В то же время адмирал Жофре стремился уничтожить мавританские галеры, стоявшие на якоре на гибралтарской верфи. Его ход провалился, так как мавры построили тяжелую крышу над верфью, чтобы защитить корабли от бомбардировок, и установили массивные деревянные заграждения на входе, чтобы не дать врагам проникнуть внутрь. Морская атака была отбита с большими человеческими жертвами, но Джофре удалось установить эффективную блокаду морских путей Гибралтара.

## Бомбардировка и тупик
Кастильцы окопались вокруг Гибралтара, чтобы осадить с юга, с возвышенности Верхней Скалы и с перешейка на север, где Альфонсо XI оставался со своими основными силами. Кастильский король надеялся отбить город быстрой контратакой, но теперь столкнулся с длительной осадой. Следовательно, он приступил к разрушению городских укреплений с помощью шести катапульт, которые он привез из Севильи, три из которых были подняты на веревках от перешейка к Верхней скале, откуда они могли обозревать весь город. Мавританский замок подвергся сильной бомбардировке и серьёзно пострадал, а кастильские альмогавары пытались подорвать его структуру снизу. Защитники нанесли потери, бросая камни через парапеты и горящую смолу в атакующих, уничтожив некоторые из кастильских осадных машин.
Обе стороны столкнулись с тяжелыми условиями осады. Кастильцы постепенно морили мавров голодом, но у кастильцев также были проблемы со снабжением. Они находились глубоко на вражеской территории и полностью полагались на пополнение запасов с моря, которое зависело от правильных ветров и приливов. Обеим сторонам не хватало продовольствия. Некоторые кастильцы пытались перейти на сторону мавров, но были обращены в рабство и проданы в Альхесирасе по цене, эквивалентной восьмой части стоимости коровы. Положение кастильцев ухудшилось, когда армия Мухаммеда IV двинулась к Гибралтару с очевидным намерением освободить осажденный гарнизон. Альфонсо отвел свою армию к перешейку к северу от Гибралтара и приказал вырыть оборонительный ров прямо через него. Это успешно удержало Мухаммеда IV от нападения, но отрезало кастильцев от поставок дров на холмах Сьерра-Карбонера; отныне им приходилось есть пищу сырой.
Теперь осада зашла в тупик. Мавры не были достаточно сильны, чтобы вырваться из Гибралтара или атаковать кастильцев с севера через их ров. У них также не было военно-морской мощи, необходимой для того, чтобы обойти кастильцев с моря или прорвать морскую блокаду Гибралтара, из-за чего гарнизон был на грани голодной смерти. У кастильцев не было сил ни штурмовать Гибралтар, ни отогнать войска Мухаммеда IV на Сьерра-Карбонера. Альфонсо XI также получил известие о том, что три могущественных дворянина — Хуан Нуньес III де Лара, Хуан Альфонсо де Аро и Хуан Мануэль, принц Вильена — восстали против него и разоряют собственные земли короля. Таким образом, обе стороны обнаружили, что у них есть веские причины для достижения мирного соглашения.
Соглашение, которое в конечном итоге было подписано 24 августа 1333 года, было основано на предложении мавров о четырёхлетнем перемирии и ежегодной дани в размере 10 000 дублонов, которые должны выплачиваться Кастилии. Взамен маврам должно было быть разрешено покупать нефть и скот на кастильской территории, а Альфонсо и его армия получали безопасный проезд через мавританскую территорию по пути домой. Кастильский король лично принял и скрепил соглашение с Мухаммедом IV на роскошном ужине, на котором он обменялся подарками со своим мавританским коллегой. Говорят, что Мухаммед подарил Альфонсо XI меч с золотыми ножнами, усыпанными изумрудами, рубинами и сапфирами, и шлем с двумя рубинами «размером с каштан», а Альфонсо XI подарил Мухаммеду нечто вроде камзола .. Когда кастильцы готовились к отступлению, силы Абд аль-Малика вернулись в Альхесирас, а Мухаммед IV приготовился вернуться в Гранаду. В ночь после подписания мирного соглашения Мухаммед IV был убит двумя своими дворянами, которые были возмущены тем, что султан ел с христианином, и опасались, что он обратился в христианство. Убийство не помешало кастильцам безопасно отступить, но привело к возобновлению боевых действий на некоторое время, поскольку новый гранадский эмир Юсуф I стремился установить свою власть. Неубедительный исход осады означал, что борьба за контроль над Гибралтаром осталась нерешенной, и Альфонсо XI предпринял ещё одну попытку отбить его в ходе пятой осады Гибралтара в 1349 году.